# مارك كاردونا (لاعب كرة قدم)
مارك كاردونا (بالإسبانية: Marc Cardona) (8 يوليو 1995 في إسبانيا - ) هو لاعب كرة قدم إسباني في مركز الهجوم. لعب سابقاً مع نادي برشلونة ب ونادي برشلونة، ويلعب حالياً لنادي ايبستوتش تاون

## وصلات خارجية
- مارك كاردونا على موقع الاتحاد الأوربي (الإنجليزية)
- مارك كاردونا على موقع قاعدة بيانات كرة القدم.إي يو (الإنجليزية)
- مارك كاردونا على موقع Soccerway.com (الإنجليزية)
- مارك كاردونا على موقع عالم كرة القدم.نت (الإنجليزية)
- مارك كاردونا على موقع AS.com (الإسبانية)